# Gonderange/Rodenbourg - Faascht
Gonderange/Rodenbourg - Faascht este o arie protejată (arie specială de conservare — SAC, sit de importanță comunitară — SCI) din Luxemburg întinsă pe o suprafață de 263,04 ha, integral pe uscat.

## Localizare
Centrul sitului Gonderange/Rodenbourg - Faascht este situat la coordonatele 49°41′44″N 6°16′48″E / 49.6956°N 6.28°E.

## Înființare
Situl Gonderange/Rodenbourg - Faascht a fost declarat sit de importanță comunitară în decembrie 1998 pentru a proteja 1 specie de plante și 8 specii de animale. Situl a fost protejat și ca arie specială de conservare în noiembrie 2009.

## Biodiversitate
Situată în ecoregiunea continentală, aria protejată conține 5 habitate naturale: Fânețe de joasă altitudine (Alopecurus pratensis, Sanguisorba officinalis), Păduri de fag Luzulo-Fagetum, Păduri de fag Asperulo-Fagetum, Păduri de stejar sau de stejar și carpen sub-atlantice și medio-europene de Carpinion betuli, Păduri aluvionare cu Alnus glutinosa și Fraxinus excelsior (Alno-Padion, Alnion incanae, Salicion albae).
La baza desemnării sitului se află mai multe specii protejate:
- plante (1): mușchi (Dicranum viride)
- păsări (6): ciocănitoare neagră (Dryocopus martius), sfrâncioc roșiatic (Lanius collurio), gaia roșie (Milvus milvus), viespar (Pernis apivorus), ciocănitoare verzuie (Picus canus), ciocănitoarea verde (Picus viridis)
- mamifere (1): liliac comun (Myotis myotis)
- nevertebrate (1): fluturele purpuriu (Lycaena dispar)